# Basílica de la Milagrosa
La basílica de San Vicente de Paul, o iglesia de la Milagrosa, es un templo católico de la ciudad española de Madrid, ubicado en el distrito de Chamberí.

## Descripción

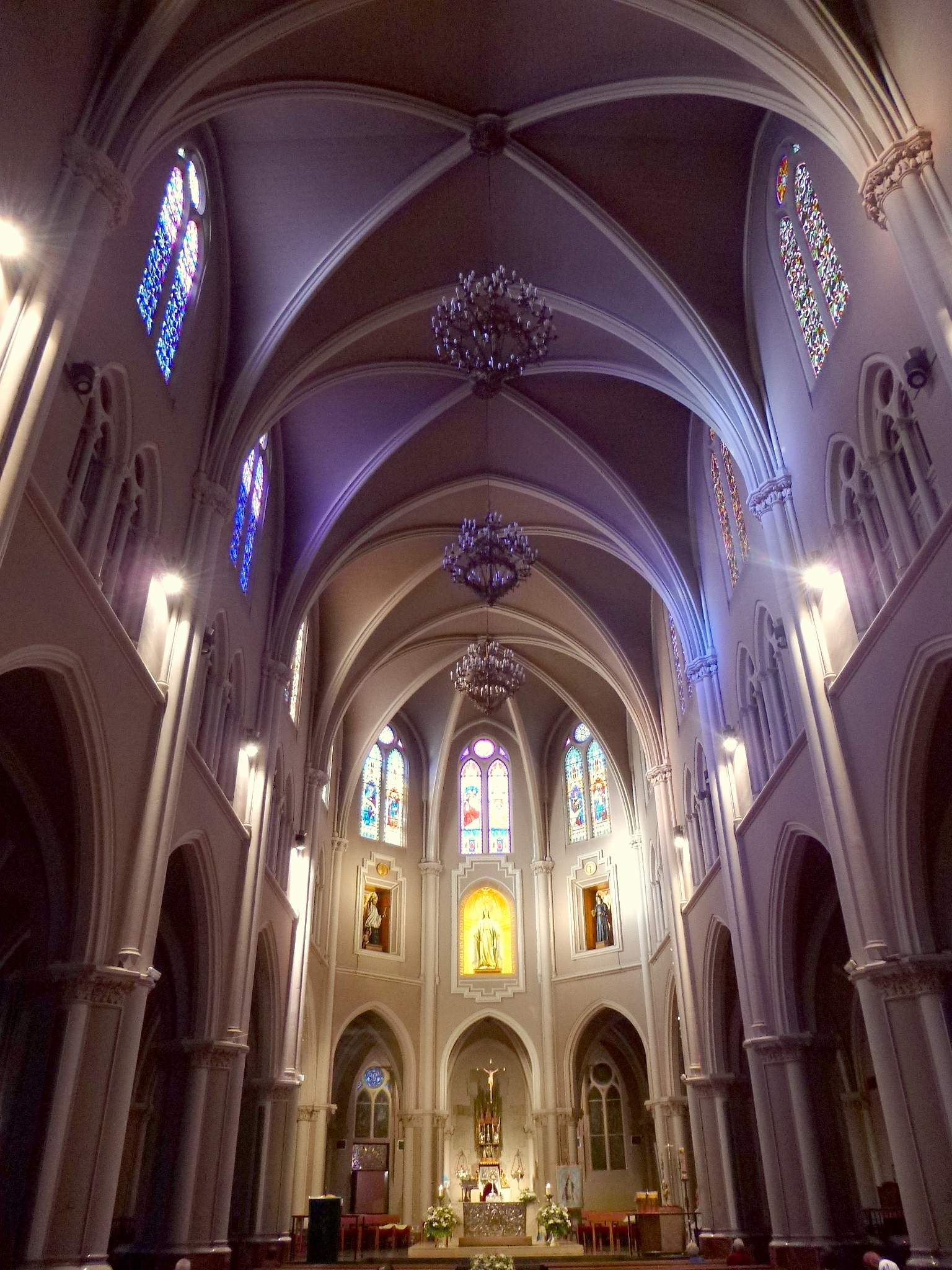
Aspecto del interior del templo

Está situada en la calle García de Paredes, esquina con Fernández de la Hoz, y su construcción tuvo lugar entre 1900 y 1904. Los arquitectos responsables de la obra fueron Juan Bautista Lázaro de Diego y Narciso Clavería y de Palacios. El estilo del exterior, con fachada en H y el rosetón de estilo neogótico, también muestra algunos rasgos de inspiración mudéjar como la retícula de arcos mixtilíneos a modo de sebka que se sitúan sobre la portada de la basilíca, mientras que en el interior predomina el gótico.
La iglesia tiene una extensión de 900 m². El imafronte de la iglesia cuenta con dos torres en cada lateral, de planta cuadrada y remate octogonal. En el pasado contó con un mosaico obra de Daniel Zuloaga. El 13 de junio de 1923 la iglesia fue elevada a basílica menor.
El 8 de julio de 1977 se incoó un expediente para su declaración como Bien de Interés Cultural y el 4 de noviembre de 1993 quedó descrita la delimitación del entorno del monumento.

El entorno comprende, incluidos los espacios públicos: 
- Calle de García de Paredes. Inmuebles números 45, 49,51, 55, 62, 64, 66, 68, 70, 72, 74, 76, 76 duplicado, 78 y 80.
- Calle de José Abascal. Inmuebles números 32, 34, 36, 38, 40,42 Y 44.
- Calle de Femández de la Hoz. Inmuebles números 33,35, 37, 39, 43, 45, 48; 50, 52, 56, 58, 60, 62, 64, 66 y 68.
- Calle de Modesto Lafuente. Inmuebles números 12, 14, 16,18 y 20.

Boletín Oficial de la Comunidad de Madrid, n.º 262, 4 de noviembre de 1993.